# Iota Cephei
Iota Cephei (ι Cep, ι Cep, 32 Cephei, HD 216228) és una estrella de tercera magnitud del tipus K0III en la constel·lació de Cefeu, ocasionalment coneguda pel nom de Alvahet. Iota Cephei és un estel gegant taronja situada a uns 115 anys llum de la Terra. La mesura indirecta del seu diàmetre angular —2,84 mil·lisegons d'arc— permet avaluar-ne el diàmetre, que és 11 vegades més gran que el del Sol. Té una massa d'1,35 masses solars i una edat estimada de 3830 milions d'anys. Emet de 49,6–2,5 la lluminositat del Sol, que radia des de la seva atmosfera exterior en una temperatura efectiva de 4.831–74 K.
Iota Cephei mostra una metal·licitat inferior a la del Sol en un 30% ([Fe/H] = -0,16).
Les abundàncies relatives de níquel, itri, lantani i ceri segueixen la mateixa pauta però un altre grup d'elements —com el silici, bari, praseodimi, neodimi i europi— presenten nivells comparables als del Sol.
Iota Cephei pot estar físicament associada a HD 215588, estrella de tipus F5 d'1,2 masses solars, amb la que formaria una binària àmplia. La separació projectada entre ambdues estrelles és de gairebé 5 parsecs. A causa de la precessió dels equinoccis, es convertirà en estel polar en algun moment l'any 5200.